# 33418 Jacksonweaver
33418 Jacksonweaver este o planetă minoră (asteroid), cu un diametru de 2,336 km, din centura de asteroizi. A fost descoperită pe 12 februarie 1999 la Experimental Test Site⁠(d) de Lincoln Near-Earth Asteroid Research. 
Obiectul prezintă o orbită caracterizată de o semiaxă mare de 2,2162339 UAi, o excentricitate de 0,04, o înclinație de 4,72953 ° în raport cu ecliptica.